# Igreja de Maximinos
A Igreja de Maximinos, ou Igreja de São Pedro, situa-se em Maximinos, na atual Freguesia de Braga (Maximinos, Sé e Cividade), em Braga, Portugal.
A actual igreja (erigida depois de se demolir uma anterior) foi mandada edificar no tempo do arcebispo de Braga D. Gaspar de Bragança.
A igreja de estilo Barroco, tem um exterior simples, ostentando num nicho da fachada a imagem de Nossa Senhora da Conceição.
A torre é traseira, como era tradicional em Braga.
Apesar de raramente ser mencionado, a torre da igreja abriga um pequeno carrilhão de 14 sinos instalados na parte interna, suspensos no teto, totalizando 17 sinos ao contar com os três que já existiam anteriormente. Um dos sinos, devido ao seu tamanho, foi instalado numa das aberturas laterais da torre — o chamado sino “dourado”, visível no lado esquerdo. 
O carrilhão foi instalado e inaugurado no dia 31 de dezembro de 2000, ocasião em que foi apresentado o Concerto Jubileu, repetido anualmente na mesma data. Nesse mesmo dia, os sinos passaram a funcionar de forma automatizada, controlados por um sistema computadorizado localizado na sacristia. Existe ainda a possibilidade de tocar os sinos manualmente através de um teclado situado abaixo do sistema de automação. 

## Antiga Igreja
Existia um outro templo muito mais antigo, situado umas dezenas de metros a norte. O cronista Inácio José Peixoto, nas suas Memórias Particulares, descreve o processo de demolição da antiga "parochial" de S. Pedro de Maximinos com lamentos, deixando-nos algumas pistas sobre este templo. 
Esta igreja estava no sitio quasi fronteiro a hua quelha, chamada o beco, que sahe do meio da Rua da Crus da Pedra e defronte de huas casas que estão em outra quelha que vai ter a fonte de S. Pedro. Ahi havia adro e casas de residencia e hoje tudo se acha reduzido a passal. Era na verdade a igreja antiga e baixa. O abbade Manoel Jose Leite querendo fazer, como fes, casas de residencia face da entrada da cidade, de fronte da capella de Nossa Senhora da Conceição, pedio a Sua Alteza esta capella que não era delle, mas do Conservatorio. Elle deu-lha, porque nada dava seu. Mudou para ahi a paroquia com algua repugnancia dos fregueses. Privou-os do caminho da fonte pelo adro e ficou com a capella intitulada da Conceição, mas freguesia de S. Pedro de Maximinos. E acabou assim a mais antiga igreja dedicada a S. Pedro que existia desde o tempo dos romanos e escapou no tempo dos mouros.